# Сан Ђовани-Патони (Фрозиноне)
Сан Ђовани-Патони је насеље у Италији у округу Фрозиноне, региону Лацио.
Према процени из 2011. у насељу је живело 1086 становника. Насеље се налази на надморској висини од 643 м.